# Full Metal Panic! Sigma
Full Metal Panic! Sigma (フルメタル・パニック! Σ?, Furu Metaru Panikku! Σ) è la seconda serie manga del mondo di Full Metal Panic!, scritta da Shōji Gatō e disegnata da Hiroshi Ueda (character design Shikidouji). Edita in Italia da Panini Comics con l'etichetta Planet Manga dal 19 giugno 2008 al 22 marzo 2014.

## Trama
Il giovane sergente Sōsuke Sagara, mercenario della squadra di combattimento del Pacifico Occidentale dell'organizzazione militare Mithril, oltre ad eseguire missioni militari con una squadra di mercenari, tra cui i compagni Melissa Mao, e Kurz Weber, ha inoltre il compito di proteggere Kaname Chidori, una bellissima liceale "whispered", ovvero una persona che ha misteriosamente sviluppato conoscenze al di fuori del comune, mirate a tecnologie sconosciute al genere umano; per questo motivo la ragazza è bersaglio di pericolose organizzazioni e Sōsuke con l'intento di proteggerla frequenta la sua stessa scuola, ambiente per lui inadeguato.
In Full Metal Panic Sigma è sempre più evidente la crescita del rapporto tra Sōsuke e Kaname, che nonostante i continui litigi sembra sfociare in un rapporto sentimentale, inoltre Sōsuke sembra sempre più legato alla sua nuova vita di normale liceale. Purtroppo i due vengono divisi dal momento che la Mithril revoca a Sōsuke l'incarico di proteggere la ragazza, compito assegnato a Wraith, una figura nell'ombra. Sōsuke infatti deve occuparsi dell'allenamento con l'Arbalest, un AS dalle capacità avanzatissime ma difficilmente controllabile. Kaname, sola a Tokyo, si sente abbandonata dall'amico che non l'ha avvertita della sua partenza, e deve vedersela con una misteriosa assassina, mentre Sōsuke è evidentemente in difficoltà e sempre più sofferente per la lontananza con la ragazza.

## Volumi
| 1  | 28 luglio 2005 | ISBN 4-04-712416-8     | 19 giugno 2008    |
| 1  | Capitoli - Mission 001. L'inizio - Mission 002. Io credo in te - Mission 003. Bianco e Nero |                        |                   |
| 2  | 22 dicembre 2005 | ISBN 4-04-712438-9     | 17 luglio 2008    |
| 2  | Capitoli - Mission 004. Empty - Mission 005. Stand Alone - Mission 006. Rainy Blue - Mission 007. Walk The Labyrinth |                        |                   |
| 3  | 29 giugno 2006 | ISBN 4-04-712454-0     | 21 agosto 2008    |
| 3  | Capitoli - Mission 008. Living Dead - Mission 009. Take Back - Mission 010. Waiting For Hero - Mission 011. Find My Way - Mission 012. Stay With You |                        |                   |
| 4  | 29 novembre 2006 | ISBN 4-04-712472-9     | 18 settembre 2008 |
| 4  | Capitoli - Mission 013. Giornata libera per il comandante (prima parte) - Mission 014. Giornata libera per il comandante (seconda parte) - Mission 015. Prima di una missione - Mission 016. L'avvento delle dee (capitolo termale) - Mission 017. Flowers Of Bullets                |                        |                   |
| 5  | 7 maggio 2007 | ISBN 978-4-04-712491-2 | 16 ottobre 2008   |
| 5  | Capitoli - Mission 018. Time To Countdown - Mission 019. 5 Minutes' Run Away - Mission 020. Soldier's Corridor - Mission 021. Big One Shoot - Mission 022. Big One Percent |                        |                   |
| 6  | 4 ottobre 2007 | ISBN 978-4-04-712514-8 | 14 maggio 2009    |
| 6  | Capitoli - Mission 023. Break Through - Mission 024. I'm Not A Student, I'm A Killer - Mission 025. Girl Separates From Boy - Mission 026. Stand On My Own - Mission 027. Birth Of Mithril                                                                                           |                        |                   |
| 7  | 7 febbraio 2008 | ISBN 978-4-04-712533-9 | 11 giugno 2009    |
| 7  | Capitoli - Mission 028. Chasing The Enemy - Mission 029. Her Memories - Mission 030. Real Bout - Mission 031. Savage VS M9 |                        |                   |
| 8  | 7 luglio 2008 | ISBN 978-4-04-712555-1 | 9 luglio 2009     |
| 8  | Capitoli - Mission 032. Cost Of The Hesitation - Mission 033. Pursuit Battle - Mission 034. Only You - Mission 035. Una voce dal nord |                        |                   |
| 9  | 7 ottobre 2008 | ISBN 978-4-04-712568-1 | 20 agosto 2009    |
| 9  | Capitoli - Mission 036. Degenerated Witch - Mission 037. Reactivation - Mission 038. Each Of Their Roads - Mission 039. Ace In The Hole |                        |                   |
| 10 | 5 marzo 2009 | ISBN 978-4-04-712593-3 | 17 dicembre 2009  |
| 10 | Capitoli - Mission 040. Close To You - Mission 041. Jet Stream Attack - Mission 042. Power To Advance - Mission 043. Like A Sword Of Fire |                        |                   |
| 11 | 7 luglio 2009 | ISBN 978-4-04-712613-8 | 21 marzo 2010     |
| 11 | Capitoli - Mission 044. Make My Day - Mission 045. Vacation Of 30 Minutes - Mission 046. Chain Of Responsibility - Mission 047. The Beginning Place |                        |                   |
| 12 | 5 novembre 2009 | ISBN 978-4-04-712632-9 | 25 aprile 2010    |
| 12 | Capitoli - Mission 048. Reunion - Mission 049. Key Stone - Mission 050. Goodbye Days - Mission 051. Whispering |                        |                   |
| 13 | 4 giugno 2010 | ISBN 978-4-04-712668-8 | 14 novembre 2010  |
| 13 | Capitoli - Mission 052. King Of The World - Mission 053. Last Shooting - Mission 054. Good Bye My Mate - Mission 055. Cry In The Disappearing World - Mission 056. Engage Six Seven Part 1                                                                                           |                        |                   |
| 14 | 5 novembre 2010 | ISBN 978-4-04-712694-7 | 13 agosto 2011    |
| 14 | Capitoli - Mission 057. Engage Six Seven Part 2 - Mission 058. Un triste intervallo musicale, una lunga distanza di tiro (prima parte) - Mission 059. Un triste intervallo musicale, una lunga distanza di tiro (ultima parte) - Mission 060. Il Rock & Roll del gatto e del gattino |                        |                   |
| 15 | 6 maggio 2011 | ISBN 978-4-04-712723-4 | 26 gennaio 2013   |
| 15 | Capitoli - Mission 061. Chrysalis - Mission 062. X'mas Terror - Mission 063. I Am A Hero - Mission 064. Die Hard - Mission 065. Capitan's Melancholy - Mission 066. Under Water Battle                                                                                               |                        |                   |
| 16 | 5 novembre 2011 | ISBN 978-4-04-712756-2 | 30 marzo 2013     |
| 16 | Capitoli - Mission 067. Relation Between 3 Submarines - Mission 068. Full Metal Santa Claus - Mission 069. Perfect Tactics - Mission 070. Verry Merry Christmas - Mission 071. The Calm Before The Storm                                                                             |                        |                   |
| 17 | 5 aprile 2012 | ISBN 978-4-04-712788-3 | 31 maggio 2013    |
| 17 | Capitoli - Mission 072. Father & Son - Mission 073. Forhed Road - Mission 074. Afghanistan Threat - Misison 075. Each Decision - Mission 076. The Dismissal Of Mithril - Mission 077. All For One                                                                                    |                        |                   |
| 18 | 6 dicembre 2012 | ISBN 978-4-04-712841-5 | 30 novembre 2013  |
| 18 | Capitoli - Mission 078. Pale Horse - Mission 079. Human's Heart / Machine's Heart - Mission 080. Hard Landing - Mission 081. Black & White - Mission 082. Snowdown - Mission 083. She Bade Her Adieu Forever                                                                         |                        |                   |
| 19 | 20 settembre 2013 | ISBN 978-4-04-712901-6 | 22 marzo 2014     |
| 19 | Capitoli - Mission 084. Broken Arrow - Mission 085. Her Cry From The Bottom - Mission 086. Sōsuke Sagara - Mission 087. Will To Live - Mission 088. Time Limit - Mission 089. Father - Mission 090. Stand By Me, per sempre                                                          |                        |                   |